# Titeuf (jeu vidéo)
Pour les articles homonymes, voir Titeuf (homonymie).
Cet article concerne le jeu vidéo Game Boy Color. Pour la série d'animation éponyme, voir Titeuf.
Titeuf est un jeu vidéo de type party game, édité par Infogrames et développé par Planet Interactive, initialement commercialisé le 7 juin 2001 en France sur la  console portable Game Boy Color. Premier jeu de la série des jeux vidéo Titeuf, suivi de Titeuf : Ze Gag Machine en 2002, il s'inspire de la bande dessinée éponyme créée par l'auteur suisse Zep. Le jeu est moyennement accueilli par l'ensemble des critiques et de la presse spécialisée.

## Système de jeu
Titeuf est un jeu adapté de la série animée et s'inspire de la bande dessinée humoristique éponyme, créée par l'auteur suisse Zep. Le jeu s'inspirerait vraisemblablement des univers de Mario Party, commercialisé en 1999 sur console Nintendo 64, et de South Park,.
À l'écran de sélection, deux modes de jeu sont disponibles : « La méga compet' » (un simulateur de jeu de société avec des mini-jeux) et « Récré express » (qui permet au joueur de jouer directement aux mini-jeux du premier mode). Au début du niveau de « La méga compet' », le joueur peut choisir entre quatre personnages : Titeuf, Manu, Hugo et Nathalie. Une fois le personnage sélectionné, le joueur participe à 21 mini-jeux (ou épreuves) qui varient entre parties de cache-cache, miction sur un vélo, et soulèvement de jupes ; chaque épreuve réussie permet de gagner le morceau d'un poster de Kevin Lover, l'idole de Nadia (une amie de Titeuf). Dans le jeu, chaque personnage se déplace chacun son tour, à la manière d'un jeu de société, sur des cases de couleurs différentes : blanches, vertes et jaunes. Les cases blanches renferment des mini-jeux, les vertes des pièces de puzzle et les jaunes, la possibilité de rejouer.

## Accueil
Le jeu est moyennement accueilli par l'ensemble des critiques et de la presse spécialisée. Kévin Kuipers, du site Gamekult attribue au jeu une moyenne de 5 sur 10 prônant les 21 mini-jeux et l'univers qui respecte celle de la bande-dessinée, en citant toutefois un « multijoueurs peu convaincant » et le manque de sauvegarde des scores. Jihem, du site Jeuxvideo.com, félicite également le fun et la réalisation du jeu, bien qu'une lassitude rapide.